# Kičevo
Kičevo (makedonska: Кичево [ˈkitʃɛvɔ] lyssna (fil), albanska: Kërçova eller Kërçovë) är en stad i kommunen Kičevo i västra Nordmakedonien. Den ligger i en dal mellan städerna Ohrid och Gostivar. Kičevo hade 23 428 invånare vid folkräkningen år 2021.
Av invånarna i Kičevo är 57,87 % makedonier, 23,31 % albaner, 9,44 % turkar och 8,10 % romer (2021).